# Jim Miller (football américain, 1957)
Pour les articles homonymes, voir Jim Miller et Miller.
(en) Statistiques sur pro-football-reference
James Gordon Miller, né le 5 juillet 1957 à Ripley, est un joueur américain de football américain.
Il a joué au poste de punter au sein de la National Football League (NFL) pour les 49ers de San Francisco, les Cowboys de Dallas et les Giants de New York.

## Enfance
Miller commence le football américain alors qu'il est très jeune et continue dans cette voie à la Ripley High School, jouant aux postes de quarterback et de punter,.

## Carrière

### Université
Il s'inscrit à l'université du Mississippi où il joue pendant quatre années pour les Rebels d'Ole Miss au poste de punter,. Lors de sa deuxième saison, il domine les statistiques nationales sur la moyenne de yards gagnés par punt  (à savoir 43,4 yards par punt) battant le record de la Southeastern Conference. Il est sélectionné à trois reprises dans l'équipe-type de la saison de cette conférence et reçoit le titre d'All-American en 1979.

### Professionnel
Jim Miller est sélectionné au troisième tour de la draft 1980 de la NFL par la franchise des 49ers de San Francisco. Désigné titulaire au poste de punter, il impose son jeu et y obtient une moyenne de 40,9 yards par punt. Il est classé dixième meilleur joueur à ce poste et est ainsi désigné dans l'équipe-type des rookies NFL pour la saison 1980.
En 1981, il remporte le Super Bowl XVI avec les 49ers au détriment des Bengals de Cincinnati. En 1982, il conserve son poste de titulaire bien que mis en concurrence avec Cliff Parsley (en). Néanmoins, Miller est critiqué par son entraîneur Bill Walsh qui lui reproche un manque d'efficacité sur les dégagements lors du match de pré-saison 1983 face aux Seahawks de Seattle. Finalement, San Francisco libère Miller avant le début de la saison régulière 1983 et le remplace par Tom Orosz (en).
En novembre 1993, les Cowboys de Dallas l'engagent comme agent libre pour pallier la blessure de leur titulaire John Warren (en). Il ne joue que trois matchs de saison régulière avec les Cowboys avant d'être remercié au début de la saison 1984, Warren lui étant préféré.
Après avoir joué une saison en USFL avec les Showboats de Memphis, il retrouve la NFL en 1987 et joue un match pour les Giants de New York remplaçant le titulaire blessé, Sean Landeta. Il est libéré en cours de saison, les Giants remportant le Super Bowl XXI au terme de la saison. Il ne joue plus par la suite et termine sa carrière de footballeur professionnel.
Il vit à Ripley dans l'état du Mississippi avec son épouse.